# شهرستان قائنات
شهرستان قائنات، پایتخت زعفران و زرشک ایران و جهان (پارسی باستان: آرتاگوانا)، به مرکزیت شهر قائن، در شرق ایران و شمال استان خراسان جنوبی در حد فاصل ۱۵ و ۳۳ تا ۱۲ و ۳۴ عرض جغرافیایی و ۳۸ و ۵۸ تا ۵۶ و ۶۰ طول جغرافیایی قرار دارد.
شهر قاین در گذشته مرکز ایالت قهستان بوده و
شهرستان قاینات در ۲۷ بهمن ۱۳۵۸ با تصویب هیئت وزیران به صورت شهرستان مستقل درآمد.
این شهرستان به نام پایتخت زعفران جهان معروف است.

## تقسیمات کشوری
شهرستان قائنات دارای ۳ بخش،۸ دهستان و ۵ شهر به شرح زیر است:

### شهرستان قائنات
| بخش     | مرکز بخش     | جمعیت بخش ۱۳۹۵ | نام دهستان | مرکز دهستان  | جمعیت دهستان ۱۳۹۵ | شهر                  | جمعیت شهر ۹۵         |
| ------- | ------------ | -------------- | ---------- | ------------ | ----------------- | -------------------- | -------------------- |
| مرکزی   | قائن         | ۷۳٬۹۱۷ نفر     | قائن       | مهموئی       | ۱۹٬۷۵۸ نفر        | قائن اسفدن           | ۴۲٬۳۲۳ نفر ۳٬۵۹۸ نفر |
| مرکزی   | قائن         | ۷۳٬۹۱۷ نفر     | مهیار      | محمدآباد علم | ۴٬۴۴۵ نفر         | قائن اسفدن           | ۴۲٬۳۲۳ نفر ۳٬۵۹۸ نفر |
| مرکزی   | قائن         | ۷۳٬۹۱۷ نفر     | پیشکوه     | بیهود        | ۳٬۷۹۳ نفر         | قائن اسفدن           | ۴۲٬۳۲۳ نفر ۳٬۵۹۸ نفر |
| سده     | آرین‌شهر      | ۲۲٬۴۷۳ نفر     | پسکوه      | قومنجان      | ۸٬۴۴۱ نفر         | آرین‌شهر              | ۳٬۷۲۹ نفر            |
| سده     | آرین‌شهر      | ۲۲٬۴۷۳ نفر     | آفریز      | آفریز        | ۷٬۱۲۳ نفر         | آرین‌شهر              | ۳٬۷۲۹ نفر            |
| سده     | آرین‌شهر      | ۲۲٬۴۷۳ نفر     | سده        | آرین‌شهر      | ۳٬۱۸۰ نفر         | آرین‌شهر              | ۳٬۷۲۹ نفر            |
| نیمبلوک | خضری دشت‌بیاض | ۱۹٬۷۹۱ نفر     | کرغند      | کرغند        | ۴٬۷۸۶ نفر         | خضری دشت‌بیاض نیمبلوک | ۵٬۶۸۰ نفر ۴٬۷۶۲ نفر  |
| نیمبلوک | خضری دشت‌بیاض | ۱۹٬۷۹۱ نفر     | نیمبلوک    | نیمبلوک      | ۴٬۵۶۳ نفر         | خضری دشت‌بیاض نیمبلوک | ۵٬۶۸۰ نفر ۴٬۷۶۲ نفر  |

## جغرافیا
شهرستان قائنات در شمال شرق استان خراسان جنوبی قرار گرفته است. این شهرستان از شمال به شهرستان‌های خواف و گناباد از استان خراسان رضوی، از غرب به شهرستان سرایان، از جنوب به شهرستان بیرجند و از شرق به شهرستان زیرکوه محدود شده است.
مساحت این شهرستان بالغ بر ۷٬۵۰۲ کیلومتر مربع می‌باشد. شهرستان قائنات، براساس آخرین تقسیمات کشوری مشتمل بر ۳ بخش و ۸ دهستان بوده و ۳۷۳ روستا و ۱۲۹۳ آبادی خالی از سکنه دارد.
مرکز این شهرستان شهر قائن که بر روی دشتی به همین نام می‌باشد. شهر قاین در مسیر بزرگراه آسیایی؛ مشهد به زاهدان و چابهار (کریدور شمال _ جنوب شرق کشور) قرار گرفته و تا مرز افغانستان ۱۸۰ کیلومتر فاصله داشته و از سطح دریا ۱۴۴۰ متر بلندی دارد و از دو شهر بیرجند و گناباد فاصله‌ای مساوی ۱۰۰ کیلومتر در ۳۷۲ کیلومتری جنوب مشهد و از تهران ۱۳۰۰ کیلومتر فاصله دارد.
رشته کوه قهستان در غرب و شاسکوه و آهنگران در شرق آن سر به آسمان سوده و بلندترین قله منطقه کمر سرخ با ۲۸۴۲ متر در نیم بلوک و پست‌ترین نقطه با ۶۱۰ متر در پترگان قرار دارد.

## جمعیت
بر طبق سرشماری عمومی نفوس و مسکن (۱۳۹۰) جمعیت شهرستان قائنات ۱۵۲٫۴۰۱ نفر و تعداد خانوار ۴۲٫۱۰۰ عدد بود که پس از ارتقاء زیرکوه به شهرستان و جداشدن آن از قاینات، جمعیت محدوده فعلی این شهرستان ۱۱۱٬۳۲۰ نفر در ۳۱٬۳۰۷ خانوار است که از این تعداد ۵۷٫۴۹۵ نفر در مناطق شهری و ۵۳٫۸۲۵ نفر در مناطق روستایی ساکن هستند. همچنین از این جمعیت تعداد ۵۵٫۷۲۵ نفر مرد و ۵۵٫۵۹۵ نفر زن هستند.
با جدا شدن بخش زهان و زیرکوه از شهرستان قائنات، طبق سرشماری عمومی نفوس و مسکن (۱۳۹۵) جمعیت شهرستان قائنات ۱۱۶٫۱۸۱ نفر (در ۳۷٫۷۹۴ خانوار) بوده است. از این تعداد ۵۸٫۴۲۰ نفر مرد و ۵۷٫۷۶۱ نفر زن هستند.

## گونه‌های گیاهی و جانوری
همان‌طور که همه می‌دانند، سوغات این شهرستان، زعفران است که بسیار با کیفیت است. مراتع قائن از نوع متوسط است و در آن گیاهان دارویی گوناگون، جنگلهای تنگ، پسته کوهی، بنه، قیچ و بادامشک دیده می‌شود.
در شهرستان قائن خصوصاً در منطقه شکار ممنوع شاسکوه، قریب به ۵۹ گونه پرنده، ۲۵ نوع پستاندار و ۱۷ گونه از خزندگان و دوزیستان منحصر به فرد زندگی می‌کنند. در این خطه، رودخانه‌های با اهمیتی همچون رود شور، رود مرادنشاه، رود بیهود، افین و آهنگران جریان دارند و گندم، جو، چغندر، پسته و خصوصاً زعفران و زرشک و آلو از محصولات کشاورزی این شهرستان می‌باشند.

## پیشینه
چنانچه تذکره نویسان و مورخان نقل کرده‌اند منطقه قائنات با تاریخی سی هزار ساله یکی از اولین خاستگاه‌های تمدن خراسان است. فخرالاسلام پیدایش قائن را به عصر قابیل پسر آدم نسبت داده و در فرهنگ دهخدا بنای اولیه شهر قائن به سام بن نریمان و در احیاء الملوک به کی لهراسب پدر گشتاسب منسوب شده است این سخنان اگر چه از اعتباری علمی برخوردار نیستند اما بازگوکننده قدمتی هستند که چون غباری از روزگاران دور بر سنگ سنگ این شهر نشسته‌اند در سفرنامهٔ سرپرسی سایکس آمده در ۳۲۸ قبل از میلاد ۱۳ هزار نفر از مدافعان شهر قائن به مقابله با لشکر انبوه اسکندر درآمدند و دکتر بلووگلدسمید اعتقاد دارد که قلعه کوه قائن در عهد هخامنشیان همان کاخ سلاطین قهستان یا آرتاگوانا بوده است.
قائن در عصر زمانداران ساسانیان نیز از مراکز مهم قدرت و از معدود شهرهای استراتژیک ایران به‌شمار می‌آمده است مورخان بسیاری در کتب خویش از قائنات نام برده‌اند اصطخری در ۳۴۰ خورشیدی از قائن به‌عنوان مرکز قهستان نام برده و مذهب آن خطه را شیعه ذکر کرده و جیهانی در ۳۷۵ هجری از سه دروازه شهر به اسامی درکون، در کلاوج و درزقان استخر نام برده است. ناصر خسرو قبادیانی در سال ۴۴۰ وارد قائنات شده و قائن را چنین توصیف نموده است: 
((قائن شهری بزرگ و حصین و گرد آن خندقی و مسجد آدینه به شهر اند است و آنجا که مقصوره است تاقی عظیم و بزرگ است که در خراسان از آن بزرگ‌تر ندیدم))
مارکوپولو نیز هوای قائن را در نهایت اعتدال دانسته و یاقوت حموی و عبدا… محمد بن احمد مقدسی آنجا را بندر خراسان و خزانه کرمان معرفی کرده‌اند. قائن در جریان تندباد ایلغارهای تاریخی صدمه چندانی ندیده است و چنان‌که نقل شده در ۷۷۳ هجری امیرتیمور در حوالی قائن اردو زد. لیکن به فضل و درایت حاکم شهر بدون جنگ و خونریزی از کنار آن گذشت.
در عصر صفویه نیز به سال ۱۰۰۲ هجری شاه عباس صفوی از قائن دیدن نمود و سال‌ها بعد در زمان سلسله زندیه هنگامی که لطفعلی خان زند از کرمان گریخت و به قائن آمد در آنجا از وی پذیرائی شد. مردم قائن در بازگشت نیز تعدادی سوار جهت جنگ با آغا محمد خان قاجار در اختیار وی قرار دادند.
دکتر ژوزف انگلیسی، قائن را از مناطق آباد خراسان و قرار گاه مردان دلیری می‌دانسته که از راه شمشیر زنی و کمان کشی روزگار گذرانده‌اند.

## جاذبه‌های گردشگری و تفریحی
- مقبره ابوذر جمهر قاینی (منطقه نمونه گردشگری استان)
- مسجد جامع قاین
- قلعه کوه قاین (آرتاگوانا)
- مقبره بوذرجمهر قاینی
- مسجد جامع خضری
- امامزاده عبدالله کارشک
- مسجد جامع افین
- رباط زردان
- قلعه کوه زردان
- قلعه هاجر آباد
- خانه سلطانی
- خانه موسوی
- موزه آب
- خانه قارنی
- مزار امامزادگان حسن و افضل (ع) یا همان مزار نو یا کومیران در روستای قومنجان
- غار سو در روستای قومنجان
- مزار استرآباد و نروگ در روستای اسفشاد
- منطقه گردشگری ورزگ
- شهرک زیرزمینی در روستای نیگ
- منطقه گردشگری شاسکوه

## مراکز آموزش عالی
دانشگاه بزرگمهر قاینات
حوزه علمیه جعفریه قاین سطح ۱ ، ۲ ،۳
دانشگاه آزاد اسلامی قاینات
دانشکده فنی قاین
دانشکده علوم پزشکی قاین
دانشگاه پیام نور قاین
دانشگاه فرهنگیان قاین
دانشگاه پیام نور، واحد خضری دشت بیاض
دانشکده کشاورزی نیمبلوک

## فرمانداران شهرستان قاینات
شهرستان قاینات بر اساس مصوبه هیئت وزیران در ۲۷ بهمن ۱۳۵۸ از شهرستان بیرجند منتزع و تبدیل به شهرستان مستقلی شد.
فرمانداران این شهرستان از سال ۱۳۵۸ تا ۱۳۹۷ عبارتند از:
| ردیف | نام و نام خانوادگی | سمت      | بازه زمانی |
| ---- | ------------------ | -------- | ---------- |
| ۱    | حسین امینی         | فرماندار | ۱۳۵۸–۱۳۶۰  |
| ۲    | غلامحسین واحدی     | سرپرست   | ۱۳۶۱       |
| ۳    | محمدحسین زینلی     | فرماندار | ۱۳۶۱–۱۳۶۵  |
| ۴    | قدسی فیض آبادی     | سرپرست   | ۱۳۶۶       |
| ۵    | غلامحسین تکفلی     | فرماندار | ۱۳۶۶–۱۳۷۰  |
| ۶    | علی اکبر امدادی    | فرماندار | ۱۳۷۰–۱۳۷۵  |
| ۷    | مجتبی صادقیان      | سرپرست   | ۱۳۷۵       |
| ۸    | احمد امیری مقدم    | فرماندار | ۱۳۷۵–۱۳۷۷  |
| ۹    | جلال پوربافرانی    | فرماندار | ۱۳۷۷–۱۳۸۰  |
| ۱۰   | مهدی اخلاقی پور    | فرماندار | ۱۳۸۰–۱۳۸۳  |
| ۱۱   | علیرضا پورشافعی    | سرپرست   | ۱۳۸۳       |
| ۱۲   | محمود احسان فر     | سرپرست   | ۱۳۸۳       |
| ۱۳   | علی خدادادی        | فرماندار | ۱۳۸۳–۱۳۸۴  |
| ۱۴   | محمدحسین نژادحسین  | فرماندار | ۱۳۸۴–۱۳۸۶  |
| ۱۵   | غلامرضا طاهری      | فرماندار | ۱۳۸۶–۱۳۸۹  |
| ۱۶   | فرهاد فلاحتی       | سرپرست   | ۱۳۸۹       |
| ۱۷   | غلامعلی حبیبی منش  | فرماندار | ۱۳۸۹–۱۳۹۰  |
| ۱۸   | حسین شرافتی راد    | فرماندار | ۱۳۹۰–۱۳۹۳  |
| ۱۹   | بهمن کهن ترابی     | فرماندار | ۱۳۹۳–۱۳۹۶  |
| ۲۰   | مشیرالحق عابدی     | فرماندار | ۱۳۹۷       |
| ۲۱   | محمد کریمی         | فرماندار | ۱۳۹۷ت۱۴۰۰  |
| ۲۲   | حمید رضا برات زاده | سرپرست   | ۱۴۰۰ت۱۴۰۱  |
| ۲۳   | ناصر ناصری         | سرپرست   | ۱۴۰۱       |
| ۲۴   | محمد محمدی         | فرماندار | ۱۴۰۱_۱۴۰۳  |
| ۲۵   | یدالله غلامپور     | سرپرست   | ۱۴۰۳       |